# Eobania vermiculata
Eobania vermiculata är en snäckart som först beskrevs av Cornelius Herman Muller 1774.  Eobania vermiculata ingår i släktet Eobania och familjen storsnäckor. Arten förekommer tillfälligt i Sverige, men reproducerar sig inte. Inga underarter finns listade i Catalogue of Life.

## Bildgalleri

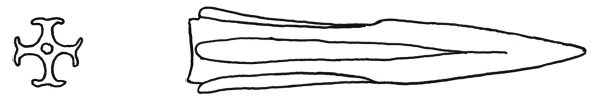
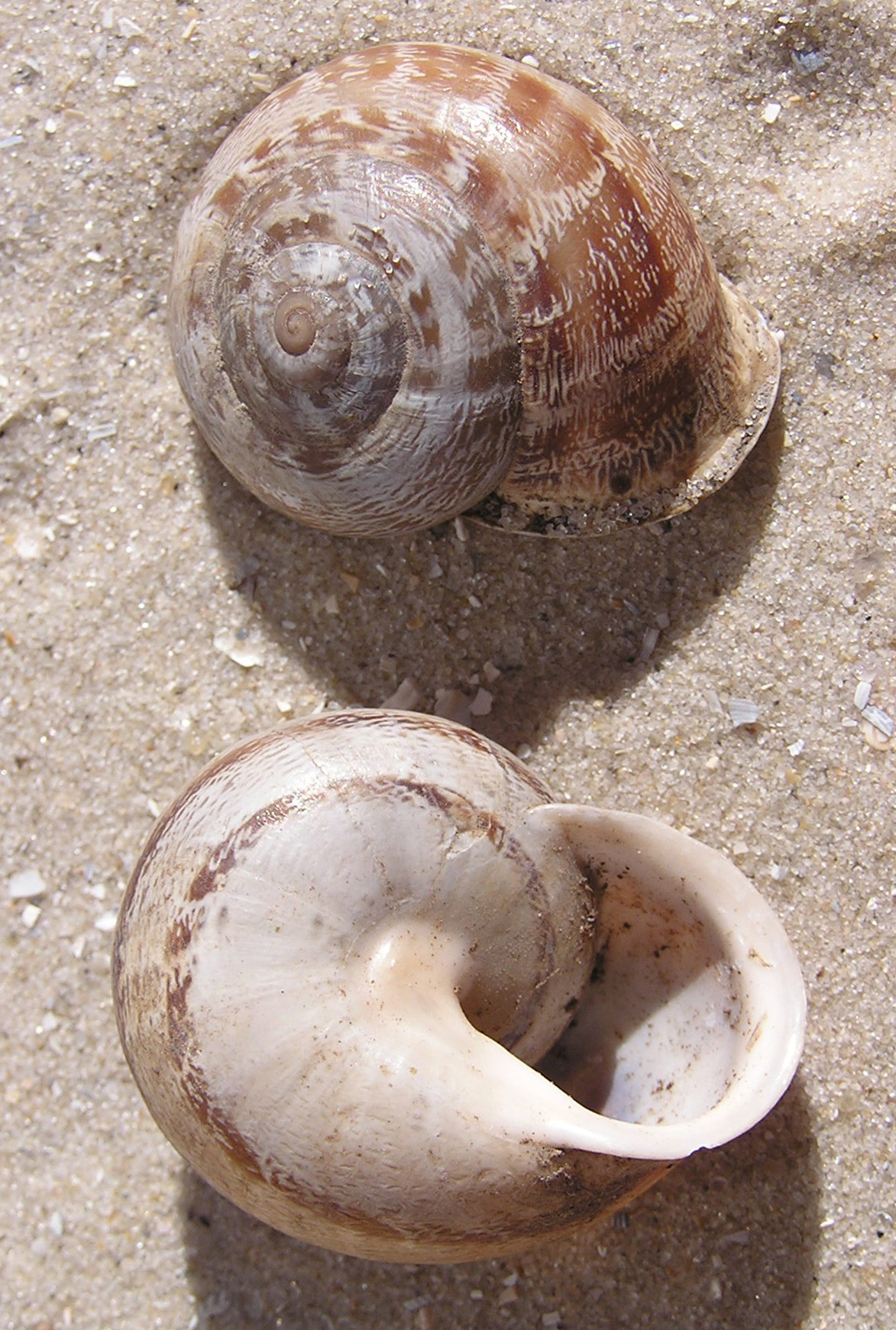
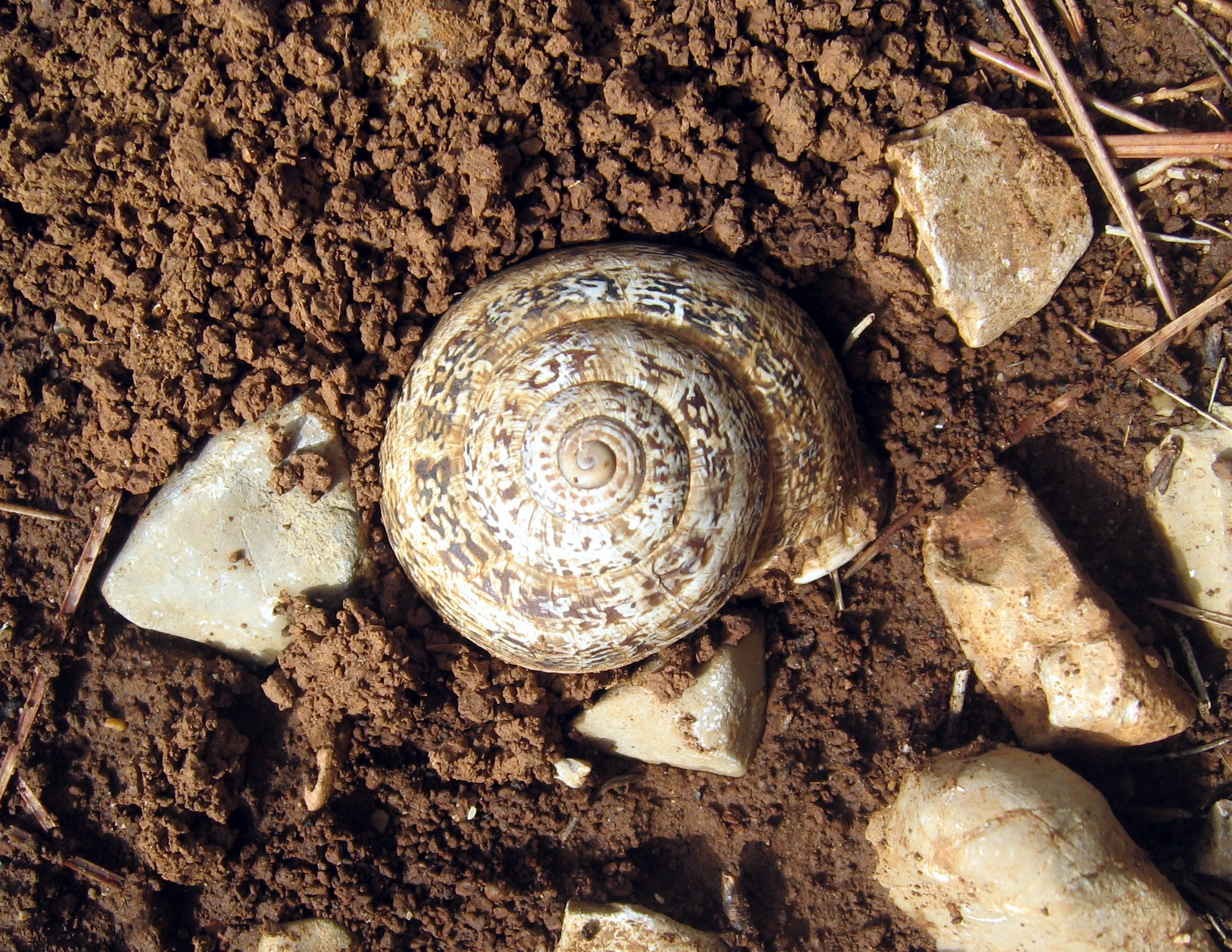
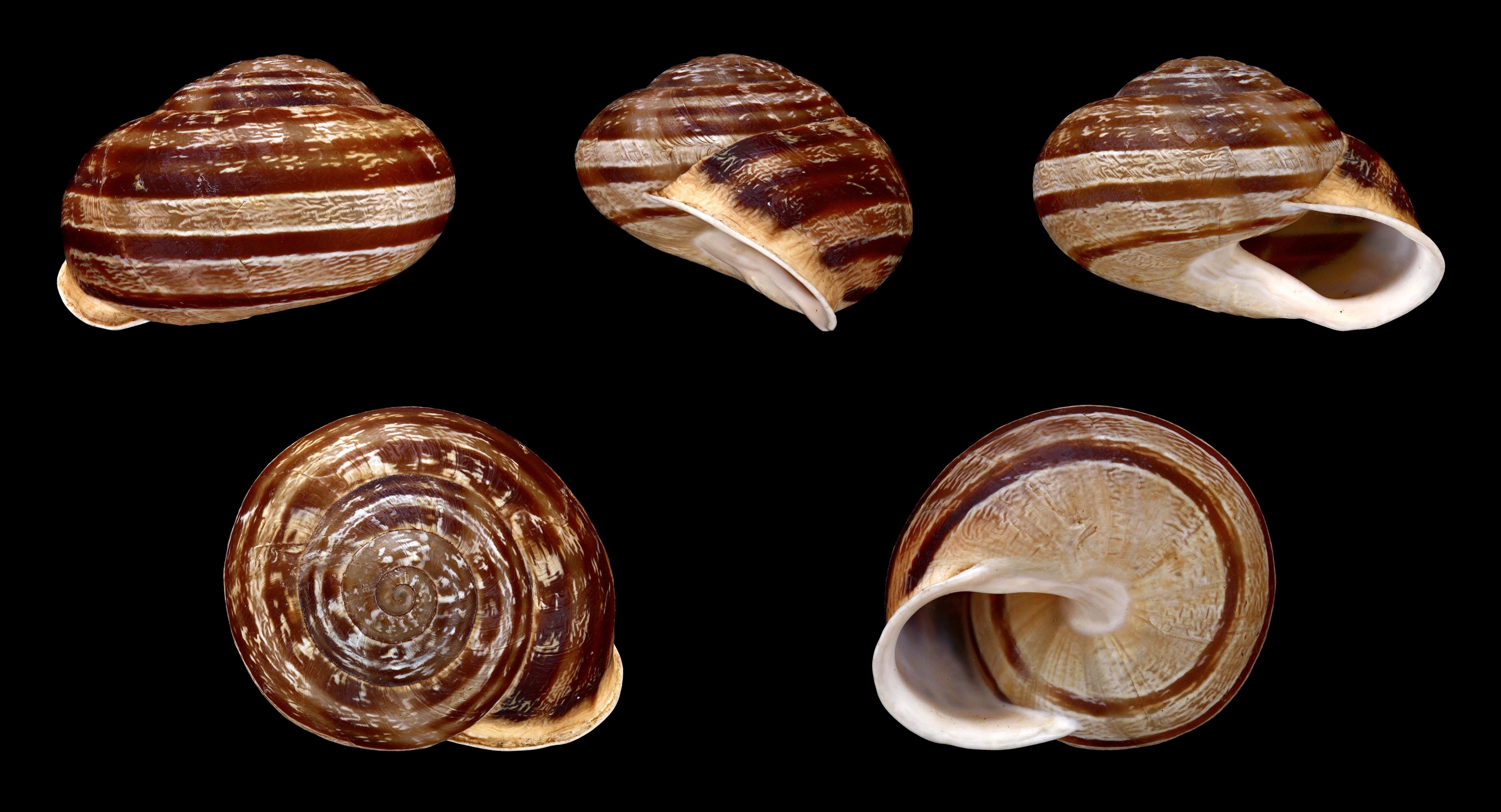
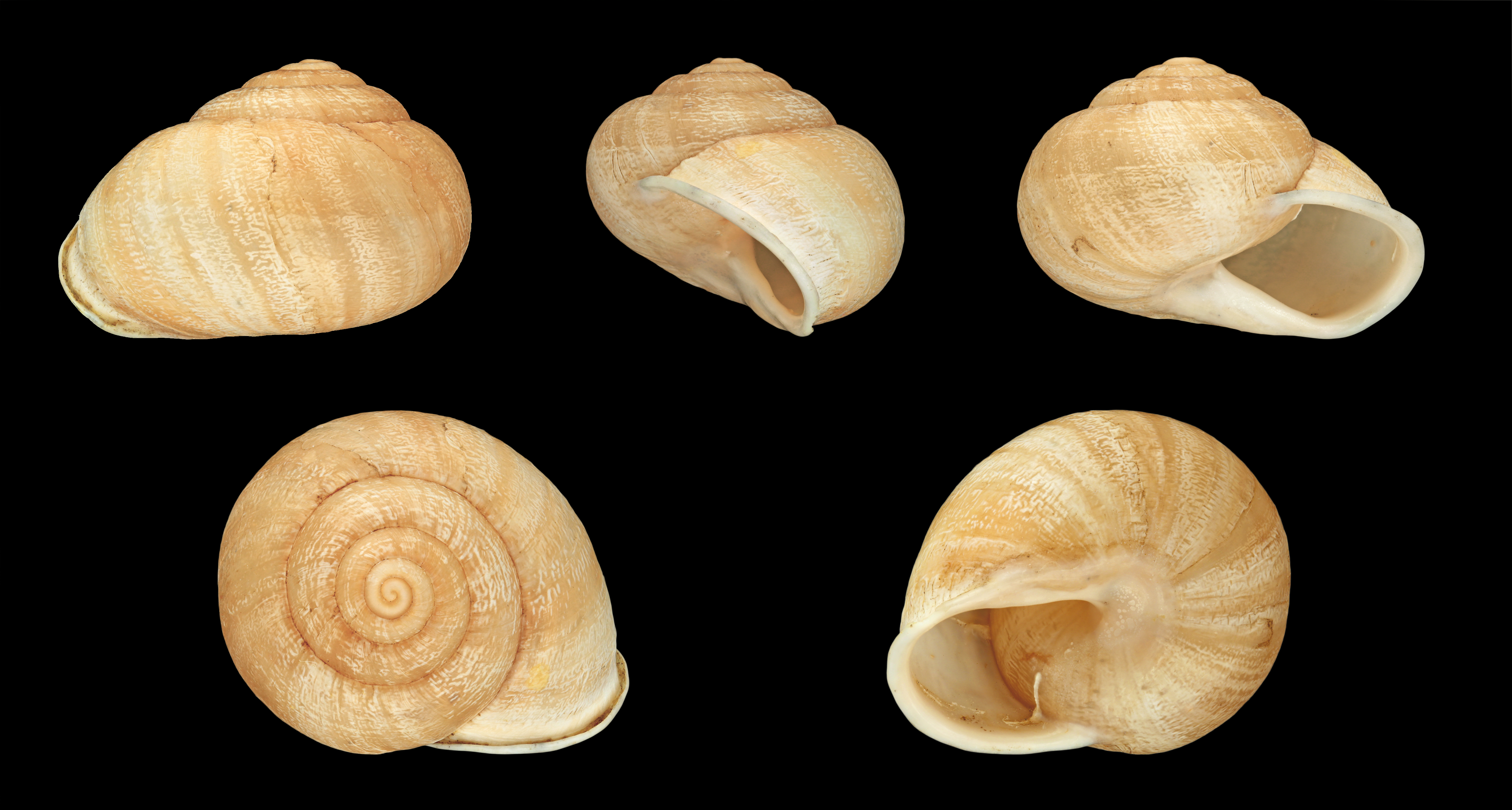
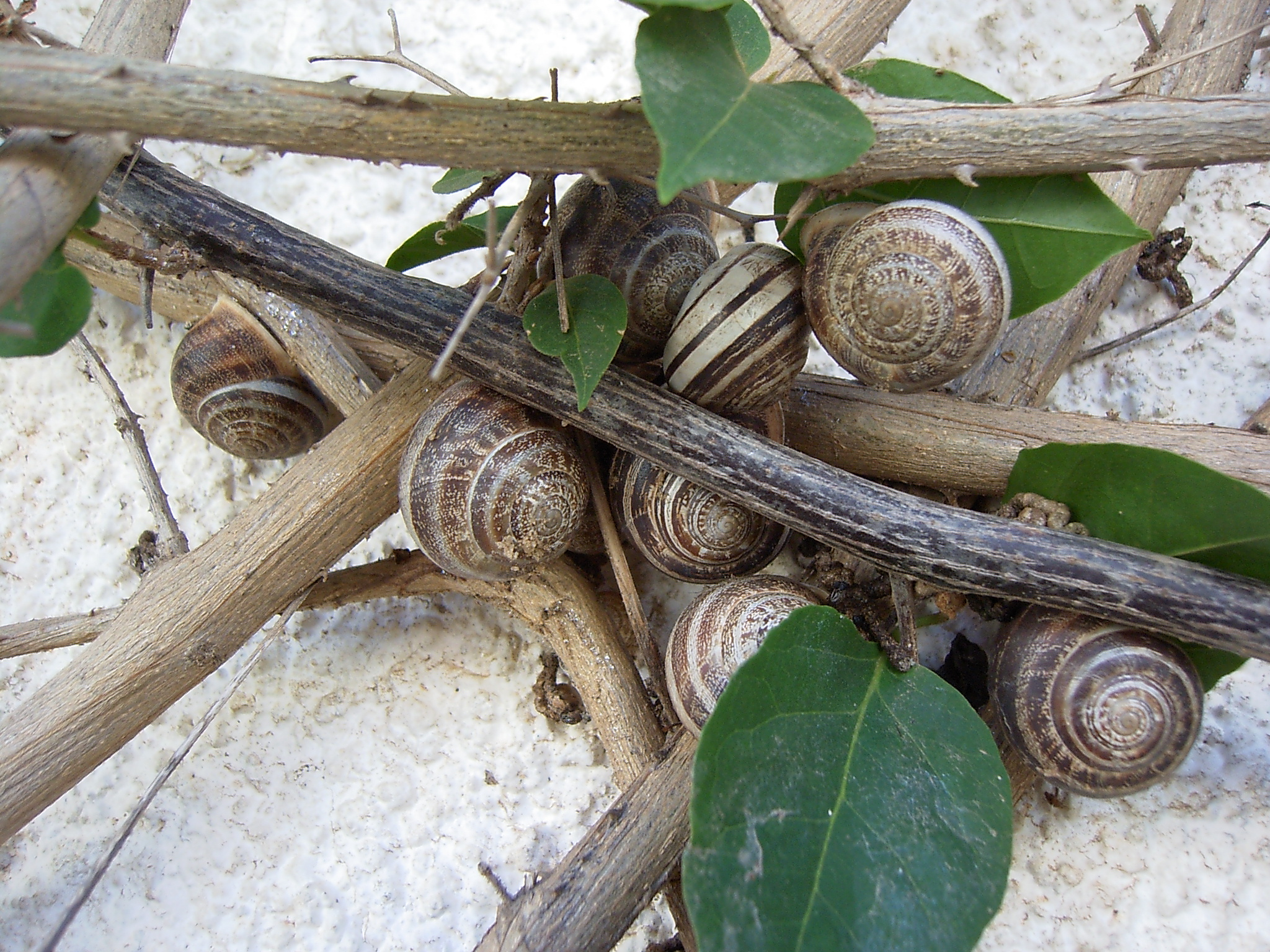
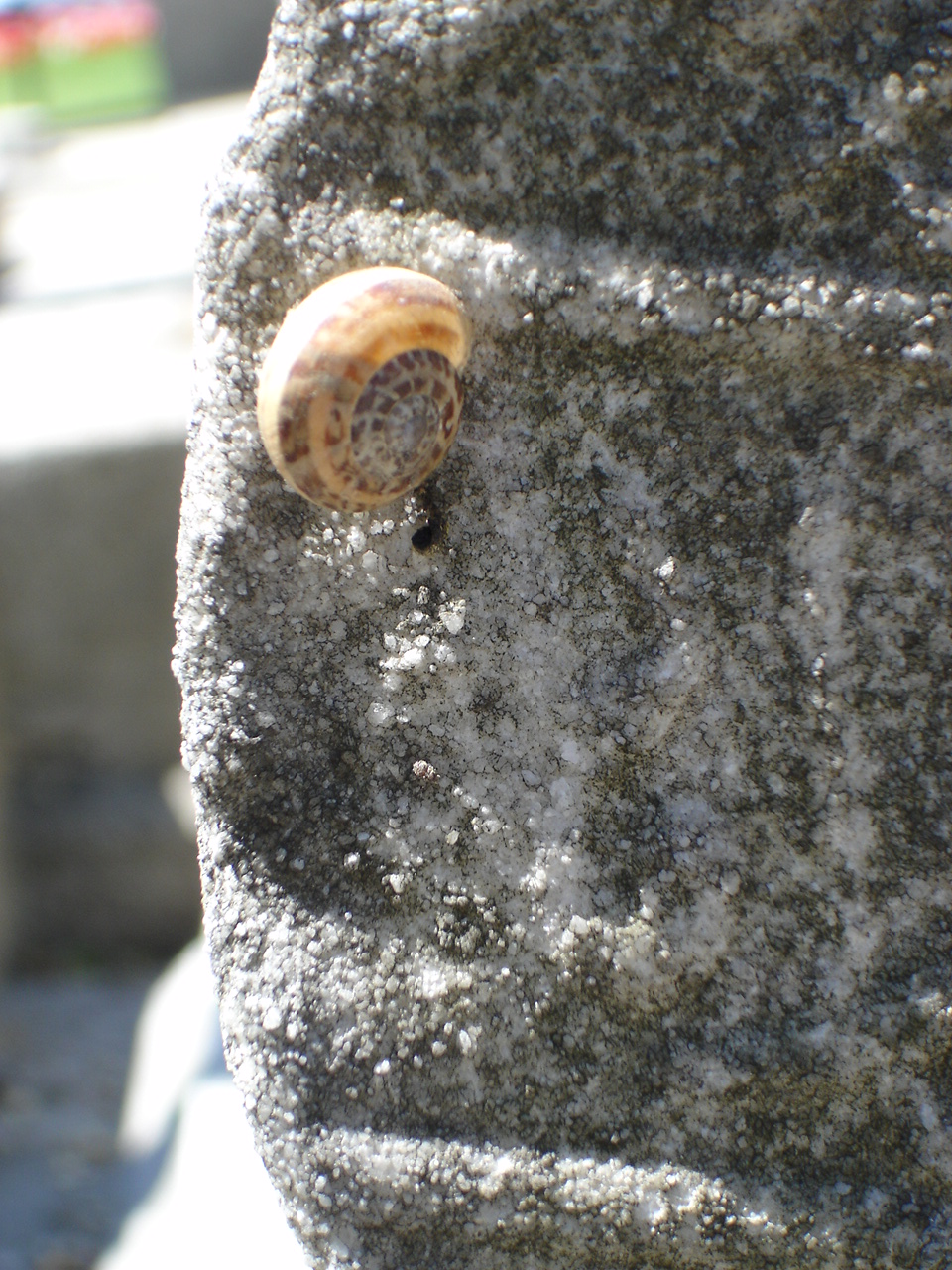